# Escoles Doctor Robert
Les Escoles Doctor Robert és un edifici de Camprodon (Ripollès) inclòs a l'Inventari del Patrimoni Arquitectònic de Catalunya.

## Descripció
Es tracta d'un edifici que ha sofert transformacions en la disposició de les classes i aules, desaparegudes les primeres de la planta pis i amb la coberta inclinada a la dècada dels 40. Més recentment se li ha afegit un nou cos d'habitatge per al mestre i dos noves aules i un afegit poc afortunat per a menjador a la façana principal. Inclou pintures al fresc de Josep Morell i Darius Vilàs sobre temes geogràfics. Altres han desaparegut.
Fou el primer edifici racionalista construït a Camprodon.
Les Escoles Públiques de Camprodon varen ser construïdes segons les modernes prescripcions pedagògiques i higièniques.
Edifici aïllat format per un cos rectangular i tres ales adossades perpendicularment en la part posterior. El cos principal es desenvolupa en dues plantes a la part central i tres en els laterals, les ales posteriors presenten dues plantes. La coberta inicialment havia sigut plana essent ara inclinada i de teula àrab. Les façanes són arrebossades i pintades.

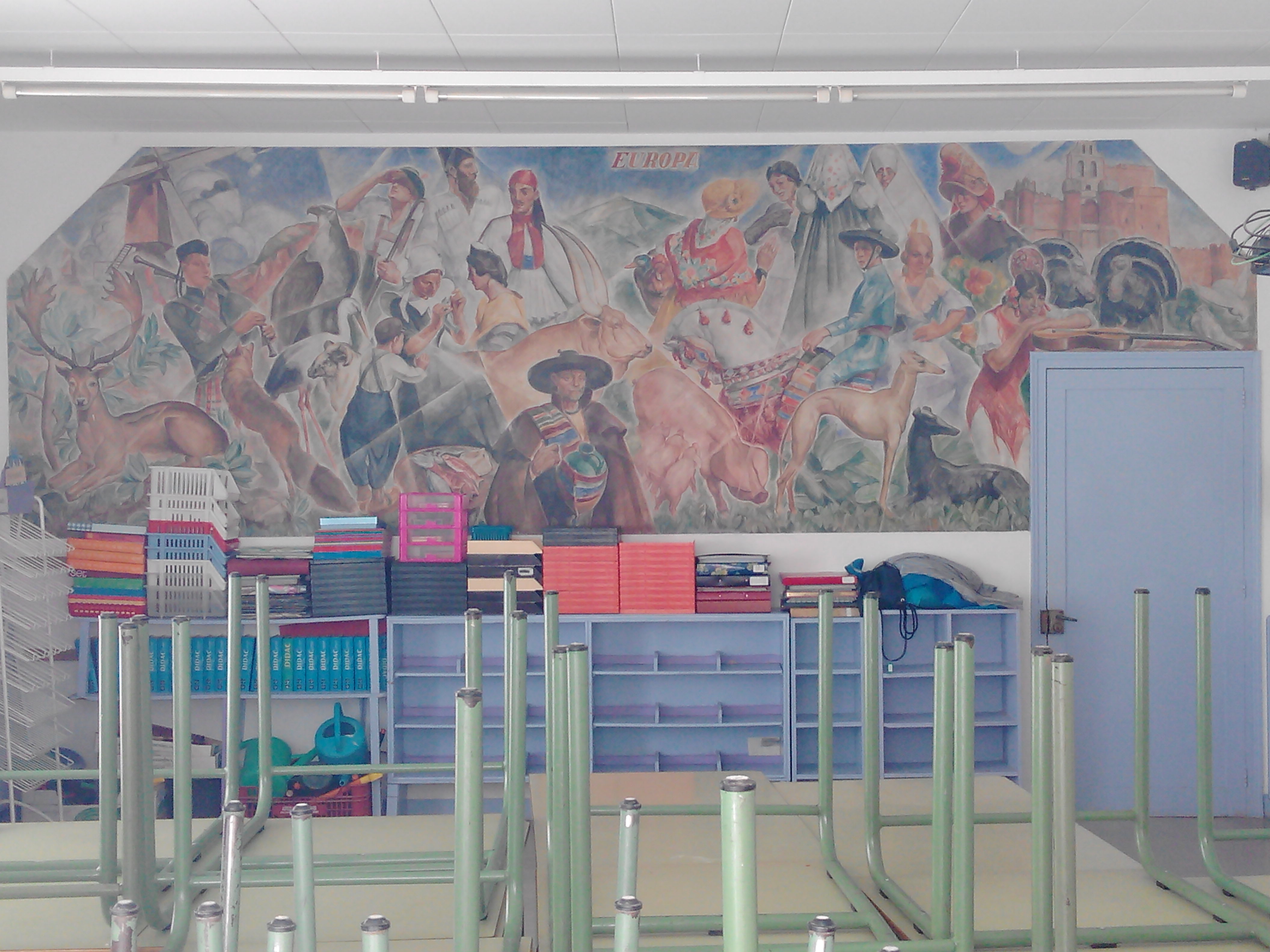
Fresc d'Europa

De l'interior es destaquen les pintures murals "Els Quatre Continents" obra dels artistes Josep Morell i Darius Vilàs. CEIP Dr. Robert consta consta de dos edificis. En el més modern s'hi ubiquen les aules d'Educació Infantil i en l'antic (de B. Agustí), hi ha les altres aules d'Educació Primària, l'aula d'informàtica, secretària, l'aula de mestres, la biblioteca compartida amb l'aula de música, l'aula taller, la cuina i el menjador.

## Cronologia
Les escoles públiques de Camprodon són obra de l'arquitecte Bartomeu Agustí Vergés. El novembre de 1933 l'Ajuntament de Camprodon aprova la construcció d'una escola de 6 graus segons projecte de l'arquitecte Josep Ma. Sagnier. L'octubre de 1936 té lloc l'aprovació del projecte definitiu, obra de l'arquitecte Bartomeu Agustí amb l'aparellador Mariano Surinach. L'edifici s'inaugura oficialment el 17 de juliol de 1938. L'octubre de 1967 té lloc una ampliació a càrrec de l'arquitecte José Canela Tomàs. I el febrer de 1975 una reforma del menjador a càrrec de l'arquitecte C. Abadias Susin.